# 검은 사제들
《검은 사제들》은 2015년에 개봉한 대한민국의 오컬트 스릴러 영화이다. 장재현 감독의 장편 데뷔작으로, 감독의 단편 〈12번째 보조사제〉를 장편화했다. 김윤석, 강동원, 박소담이 출연했다.

## 줄거리
김범신 신부의 교구에 소속된 어린 소녀는 두 명의 사제에게 뺑소니 사고를 당해 혼수상태에 빠진다. 김 신부는 그녀가 악령에 사로잡혔다고 의심한다. 김 신부는 최준호라는 반항적인 젊은 부제와 함께 악마를 쫓아내고 새끼 돼지에 가두려고 한다. 장미십자회 구성원은 김 신부에게 두 명의 사제가 악마에 의해 살해되었다고 알린다. 엑소시즘(악령을 쫓는 행위)을 하는 동안 악마가 나타나 부자연스러운 신체 발진을 일으킨다. 최씨는 처음에는 엑소시즘을 시도하는 도중에 뛰었지만 결국 시작한 일을 끝내기로 결심하고 돌아오기로 결정한다. 김 신부는 그에게 이 사역이 헛되지 않고 상급이 주의 손에 있음을 믿으라고 한다(이사야 49:4). 최 목사는 에스겔 2장 6절을 인용하며 이제 준비가 되었다고 확언한다. 그들은 악마의 강력한 손아귀에서 소녀를 구하려고 할 때 그들이 직면하고 있는 악마가 말파스라는 이름의 고대 악마이며 그들이 생각했던 것보다 훨씬 더 위험하다는 것을 깨닫는다. 하지만 새끼돼지에 가두는데 경찰이 출동해 충격을 받은 부모의 항의에 영신을 살해한 혐의로 이들을 체포하려 한다. 최씨는 돼지와 함께 달려가 많은 장애물에 직면하지만 김 신부의 지시대로 성공적으로 강에 빠뜨린다(누가복음 8:33). 죽은 줄로만 알았던 영신은 살아난 기색을 보이고 김 신부와 최 형제의 발진이 사라진다.

## 캐스팅
- 김윤석 : 김범신 베드로 신부 역
- 강동원/이효제(아역) : 최준호 아가토 부제 역
- 박소담 : 이영신 역
- 손종학 : 토마스 몬시뇰 역
- 김의성 : 학장신부 역
- 이호재 : 정기범 가브리엘 신부 역
- 남일우 : 수도원장 역
- 김병옥 : 박현진 교수 역
- 박웅 : 주교 역
- 조수향 : 아그네스 역
- 정하담 : 영주무당 역
- 이정열 : 영신 부 역
- 김소숙 : 영신 모 역
- 민진웅 : 후임경찰 역
- 유수미 : 안경주임 역
- 이예선 : 최부제 여동생 역
- 레오 마틴 : 스승사제 역
- 루카 바쿠어 : 제자 사제 역
- 이남희 : 제천법사 역
- 손민석 : 택시기사 역
- 남문철 : 박 수사 역
- 김수진: 김신부 여동생 역
- 권철 : 선임경찰 역
- 구도균 : 안토니오 역
- 서상원 : 교수신부 역
- 이광수 : 보조사제 요한 역
- 이승훈 : 여관직원 역

## 수상
- 2016년 제7회 올해의 영화상 신인여우상 - 박소담
- 2016년 제21회 춘사영화상 신인여우상 - 박소담
- 2016년 제52회 백상예술대상 영화부문 여자 신인연기상 - 박소담
- 2016년 제16회 디렉터스 컷 시상식 올해의 신인감독상 - 장재현
- 2016년 제25회 부일영화상 여우조연상 - 박소담
- 2016년 제37회 청룡영화상 여우조연상 - 박소담
- 2016년 제3회 한국영화제작가협회상 여우조연상 - 박소담